# Tocro à front roux
Odontophorus erythrops
Espèce
Statut de conservation UICN

 LC  : Préoccupation mineure
Le Tocro à front roux (Odontophorus erythrops) est une espèce d'oiseaux de la famille des Odontophoridae.

## Répartition et habitat
Cette espèce vit en Colombie, au Costa Rica, en Équateur, au Honduras, au Nicaragua et au Panama.
Ses habitats naturels sont les forêts tropicales ou subtropicales de plaine ou de montagne.

## Liste des sous-espèces
Selon la classification de référence du Congrès ornithologique international (version 15.1, 2025) :
- Odontophorus erythrops parambae Rothschild, 1897 — ouest de la Colombie et ouest de l'Équateur ;
- Odontophorus erythrops erythrops Gould, 1859 — sud-ouest de l'Équateur.